# Katedrála svatého Jana Křtitele (Perpignan)
Katedrála svatého Jana Křtitele v Perpignanu (francouzsky Cathédrale Saint-Jean-Baptiste de Perpignan) je katedrální kostel v Perpignanu zasvěcený sv. Janu Křtiteli. Patří mezi stavby zapsané na seznam národních památek.
Historie této katedrály započala roku 1324, kdy mallorský král Sancho inicioval její stavbu. Katedrála měla základy v kostele sv. Jana Staršího. Ke sklonku století práce na stavbě zpomalila, ale nová iniciativa dovedla stavbu ke zdárnému konci roku 1509. Katedrála byla sídlem biskupa z Elne, roku 1602 biskupství v Perpignanu.
Katedrála je jedna z nejčistších ukázek gotické architektury poblíž středozemí. Velká chrámová loď (80 metrů dlouhá, 18 metrů široká a 26 metrů vysoká) s osmi pilíři. Transept a prostorná apsida se sedmi stěnami. Západní strana fasády nebyla dokončena. Během restaurací v 19. století a 20. století bylo obnoveno gotické okno, zatímco na černobílých fotografiích je možné vidět pouze pravoúhlý výklenek protínající fasádu. Prase, tak jak je ho možné zhlédnout v orloji dnes, bylo přidáno v 18. století.
Interiér katedrály je bohatě zdoben. Varhany z roku 1504. Fresky a dekorace ze stejného období. Neogotické vitráže a kostelní okna.